# Minettia sbitinctiventris
Minettia sbitinctiventris är en tvåvingeart som beskrevs av Papp 1981. Minettia sbitinctiventris ingår i släktet Minettia och familjen lövflugor. Inga underarter finns listade i Catalogue of Life.